# Personal Rescue Enclosure

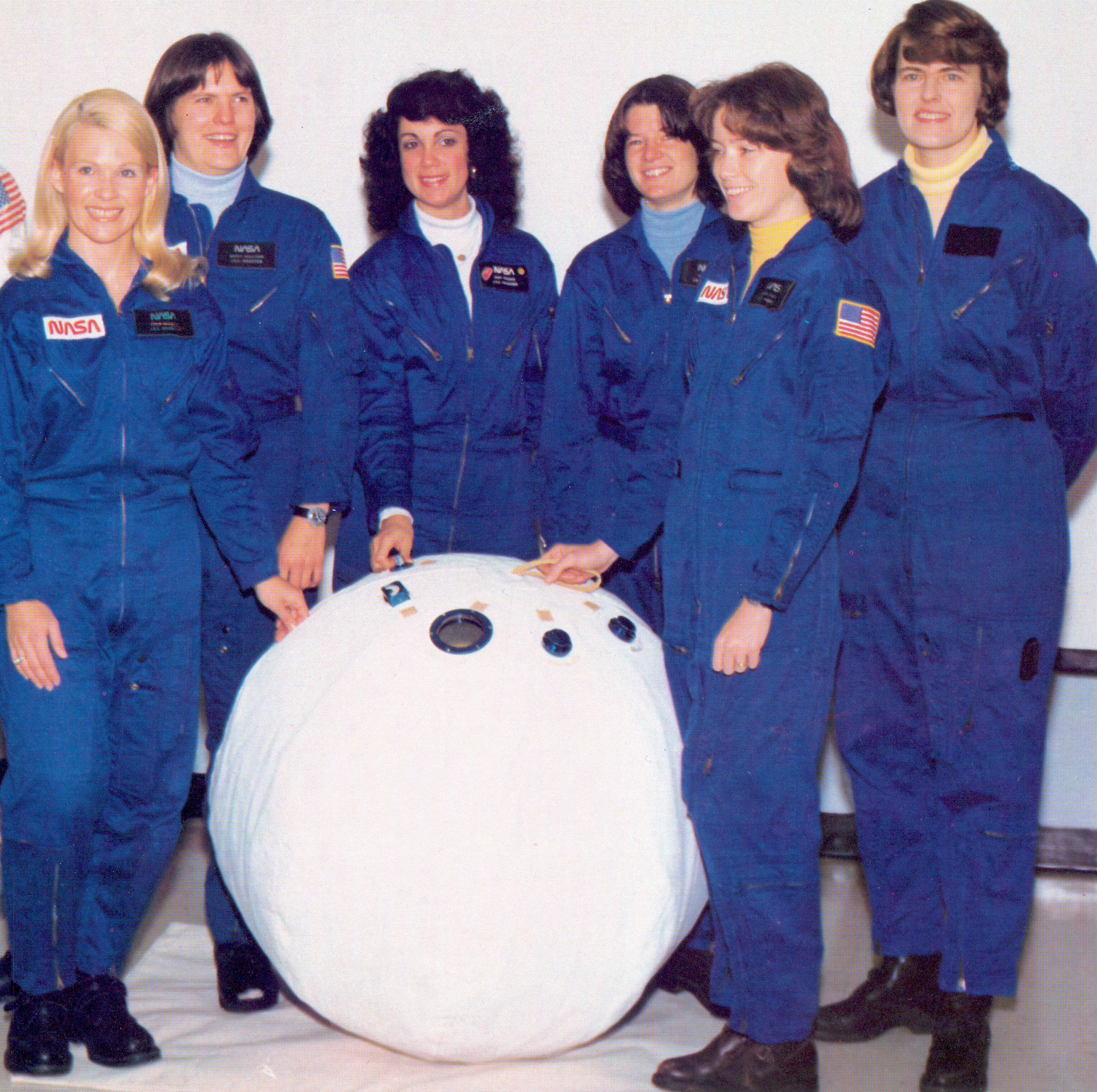
Las seis primeras mujeres astronauta de la NASA junto con un Personal Rescue Enclosure.

Personal Rescue Enclosure o PRE fue un diseño de vehículo de rescate personal en forma de esfera de 86 cm de diámetro a ser usada en caso de avería de un transbordador espacial durante una misión. En el caso de ser necesario el rescate de una tripulación de un transbordador estropeado, cada uno de los miembros de la tripulación se introduciría en su PRE para ser trasladado, asistido por un astronauta en traje espacial, al transbordador que habría sido lanzado para acudir al rescate.
En la época previa al accidente del transbordador espacial Challenger la tripulación de los transbordadores no vestía trajes espaciales durante el vuelo, lo que planteaba el problema de cómo trasladarlos de un transbordador a otro en caso de necesidad. La solución, en forma de PRE, fue dada por el Centro Espacial Johnson de la NASA.
Cada PRE estaba construido con tres capas externas: un recubrimiento interior de uretano, una capa intermedia de kevlar y una capa externa blanca de protección térmica. Los astronautas se introducirían en la esfera y se pondrían en posición fetal, cerrarían la esfera y serían llevados al transbordador de rescate por un astronauta en traje espacial. El tripulante del interior del PRE utilizaría una mascarilla de oxígeno y portaría un equipo de absorción de dióxido de carbono y dispensación de oxígeno con una hora de autonomía. La esfera dispondría de una toma externa con la que poder conectarse al suministro de oxígeno del transbordador para poder permanecer más tiempo a la espera y permitir la despresurización de esclusa de entrada al transbordador. El PRE tenía una pequeña ventana para evitar la privación sensorial total del tripulante.
El vehículo nunca llegó a usarse.